# Villedieu-le-Château
Villedieu-le-Château è un comune francese di 415 abitanti situato nel dipartimento del Loir-et-Cher nella regione del Centro-Valle della Loira.

## Società

### Evoluzione demografica
Abitanti censiti